# 法國國鐵A1AA1A 68000型柴油機車
A1AA1A 68000型柴油机车是法国克勒索-卢瓦尔工业公司（CAFL）和法国电机公司（CEM）为法國國家鐵路公司设计制造的一种电力传动柴油机车。
A1AA1A 68000型柴油机车为六轴电传动客货运通用柴油机车，采用A1A-A1A轴式，即两台三轴转向架的中间轴不带牵引电动机，一台六轴机车只有四根动轴，动轮轴重18吨，从轮轴重16吨，平均轴重仅17.5吨，线路适应性较好。为了提高机车粘着重量，该型机车在早期曾经设有一个气动装置，能够将从轴提起，使其变成一台四轴机车使用，从而令轴重提高至20吨，但这个功能于1967年被取消。机车装用一台2700马力、四冲程、废气涡轮增压的瑞士苏尔寿12LVA 24型中速柴油机，采用直—直流电传动，柴油机直接驱动一台法国电机公司制造的GD-944型直流发电机，向4台GDTM-544型直流牵引电动机并联供电。牵引电动机采用抱轴式半悬挂。机车并设有蒸汽取暖锅炉，为旅客列车提供取暖蒸汽。
A1AA1A 68000型柴油机车于1963年6月投入运用后，克勒索-卢瓦尔工业公司又在此基础上开发了A1AA1A 68500型柴油机车，除了改为采用阿尔萨斯机械制造公司（SACM）设计制造的AGO V12 DHSR型柴油机，其余部分结构两者均完全相同。